# جون سميث (صانع أفلام)
جون سميث (بالإنجليزية: John Smith)‏ هو صانع أفلام بريطاني، ولد في 1952 في Walthamstow ‏ في المملكة المتحدة.